# Eduardo Zamacois y Quintana
|  | No s'ha de confondre amb Eduardo Zamacois y Zabala. |

Eduardo Zamacois y Quintana (Pinar del Río, Cuba, 1873 – Buenos Aires, Argentina, 1971), fou un novel·lista espanyol. Cal no confondre'l amb el seu oncle, el pintor del segle xix Eduardo Zamacois y Zabala, nascut a Bilbao i que va ser amic de Marià Fortuny.
Zamacois va créixer i es va educar a Madrid. Va abandonar els seus estudis universitaris per dedicar-se al periodisme. Va dirigir les revistes El Cuento Semanal i Los Contemporáneos i el 1897 va col·laborar amb el setmanari Germinal abans de desplaçar-se a Barcelona per col·laborar amb El Gato Negro y ¡Ahí Va! i fundar i dirigir Vida Galante.
El 1894, l'impressor José Rodríguez de Madrid, li publicà Amar a oscuras, un llibre de 82 pàgines. És considerada una novel·la curta, gènere que Zamacois va conrear amb assiduïtat al llarg de la seva carrera, de tema galant i amb un argument tan frívol com ingenu.
El gener de 1901 s'edita el conte o novel·la curta Horas crueles, com a tom 51 de la col·lecció Regente a l'editorial Sopena, formant un volum conjunt amb Amar a oscuras.
Les seves primeres obres literàries van ser de caràcter eròtic, encara que en estil realista i naturalista, seguint la tendència espanyola de l'època. A partir de 1905 es va abocar a una temàtica més compromesa i social, coincidint amb la seva creixent proximitat a les idees republicanes. Durant la Primera Guerra Mundial va ser corresponsal a París del diari La Tribuna; després de la seva tornada a Espanya va seguir escrivint profusament fins a l'inici de la Guerra Civil Espanyola.
Va ser cronista al front de Madrid fins a 1937, traslladant-se després a València i Barcelona. En aquesta última ciutat edita, en 1938, la seva novel·la El asedio de Madrid. Poc abans de la caiguda de Barcelona a mans nacionals es va exiliar a França. Va viure a Mèxic i als Estats Units abans de recalar a l'Argentina, on moriria.

## Obres
- "Amar a oscuras" (1894)
- La enferma (1895)
- Consuelo (1896)
- Punto negro (1897)
- Incesto, (1900)
- "Horas crueles" (1901)
- El seductor (1902)
- Memorias d'una cortesana (1904)
- Sobre el abismo (1905)
- El misterio d'un hombre pequeñito (1914)
- Las confesiones d'un niño decente (1916)
- Memorias d'un vagón de ferrocarril (1925)
- Las raíces (1934)
- Los muertos vivos (1935)
- El asedio de Madrid (1938)
- Un hombre que se va.... (1964) (memòries)
- Desde mi butaca
- El teatro por dentro